# Константиновский (Иркутская область)
Константиновский (народное название Костюшка) - исчезнувший участок на территории Филипповского сельского поселения Зиминского района.

## История
Основан в 1909 году. В 1920—1930-е годы входил в состав Ухтуйского сельсовета Зиминского района. Согласно переписи 1926 года, насчитывалось 68 хозяйств, проживало 352 человека (179 мужчин и 173 женщины). В Константиновском функционировала начальная школа, также была птицеферма, МТФ. В 1954 году участок был электрифицирован. В 1960-х сгорела школа, в 1968 году были закрыты молочно-товарные фермы, перенесённые в село Филипповск. Участок Константиновский был признан неперспективным и в конце 1970-х перестал существовать. На топографической карте Генштаба СССР 1985 года этот населённый пункт был отмечен как нежилой.